# Зипперсфельд
Зипперсфельд (нем. Sippersfeld) — община в Германии, в земле Рейнланд-Пфальц. 
Входит в состав района Доннерсберг. Подчиняется управлению Виннвайлер.  Население составляет 1143 человека (на 31 декабря 2010 года). Занимает площадь 13,23 км².